# Kłopotówka
Kłopotówka – kolonia w Polsce, położona w województwie dolnośląskim, w powiecie wołowskim, w gminie Wołów.
Do 2023 r. miejscowość była przysiółkiem wsi Moczydlnica Dworska.
Kolonia wchodzi w skład sołectwa Moczydlnica Dworska.
W latach 1975–1998 przysiółek należał administracyjnie do województwa wrocławskiego.
Kolonia z dwóch stron otoczona jest kompleksami leśnymi należącymi do Nadleśnictwa Wołów. Zabudowa liczy 5 domów mieszkalnych oraz leśniczówkę myśliwych z okolicznego okręgu łowieckiego. W kolonii znajduje się jeden, a na jej obrzeżach drugi staw hodowlany. W roku 2006 do kolonii doprowadzono drogę asfaltową z Moczydlnicy Dworskiej.